# Vườn quốc gia Mae Yom
Vườn quốc gia Mae Yom là một vườn quốc gia ở tỉnh Phrae, Thái Lan.  Sông Yom chảy qua vườn quốc gia này.  Đây là khu vực núi, có nhiều cây tếch.
Vườn quốc gia này có nhiều khu vực rừng thường xanh, rừng đồi.
Đây là nơi sinh sống của voi, mang, dê núi, gấu.